# Modrá knížka

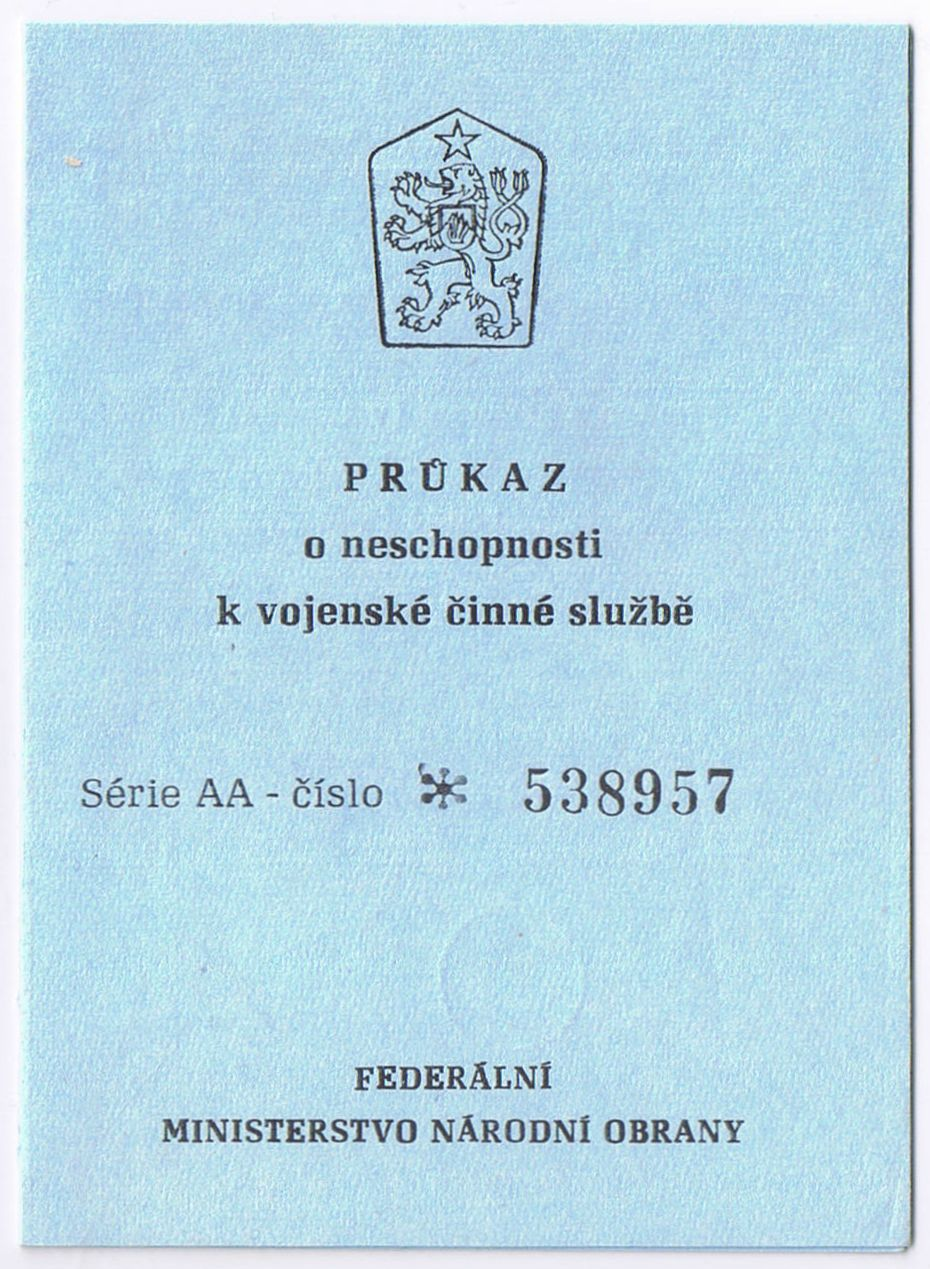
Titulní strana československé modré knížky vydané ještě v roce 1992 s již téměř dva roky neplatným státním znakem Československé socialistické republiky

Modrá knížka byl v Československu a později České republice i ve Slovenské republice průkaz o neschopnosti k vojenské činné službě, dříve průkaz o osvobození od vojenské povinnosti. Jinak řečeno, držitel modré knížky byl zbaven branné povinnosti, tedy nebyl odveden k povinnému vojenskému výcviku a základní vojenské službě ani zařazen do zálohy. Potvrzení vydávala odvodová komise vojenské správy, zpravidla na základě posudků od odborných lékařů. Obvyklý postup byl, že branec vyplnil podrobný dotazník o svém zdravotním stavu a nechal si jej potvrdit u svého dorostového lékaře, který jej podle obsahu dotazníku a anamnézy brance poslal na odpovídající odborná vyšetření. S těmito posudky se pak branec dostavil v určený termín k odvodní komisi.

## Právní úprava
§ 3 vládního nařízení 21/1958 Sb., jímž se provádí branný zákon:
(1) Zápis k pravidelnému odvodu provádí zpravidla podle místa trvalého pobytu občana, náčelník okresní vojenské správy a lékař státní zdravotní správy, kterého určí na žádost náčelníka okresní vojenské správy výkonný orgán okresního národního výboru. Zápisu jsou přítomni zástupci příslušných místních národních výborů.
(2) Výkonné orgány okresního národního výboru dodají na žádost náčelníka okresní vojenské správy prostředky potřebné k provádění lékařských prohlídek a na výpomoc lékaři vyšlou zkušenou sestru, laboranta nebo jinou vhodnou osobu a k provádění administrativních prací spojených se zápisem potřebný počet administrativních sil.
(3) Občané povinní zápisem podrobí se u zápisu lékařskému vyšetření. Na návrh lékaře stanoví náčelník okresní vojenské správy schopnost občana k vojenské činné službě.
(4) U občanů naprosto neschopných k vojenské činné službě rozhodne náčelník okresní vojenské správy s konečnou platností o neschopnosti k vojenské činné službě a o vymazání z vojenské evidence. Za naprosto neschopné vojenské činné služby se považují osoby
a) bez ruky nebo bez nohy,
b) slepé na obě oči,
c) hluchoněmé,
d) soudem pro duševní poruchu zcela zbavené svéprávnosti,
e) stižené vadou, která je činí trvale neschopnými samostatně se pohybovat.
Lze-li u těchto občanů učinit rozhodnutí o neschopnosti k vojenské činné službě na podkladě předložených dokladů, nepředvolávají se k zápisu.
(5) Nemůže-li lékař zjistit přesně zdravotní stav brance, odešle ho k doplňujícímu lékařskému vyšetření do nejbližšího ústavu národního zdraví.
(6) Brance, u kterých lékař zjistí dočasnou neschopnost k vojenské činné službě pro chorobou (vadu), určuje náčelník okresní vojenské správy k léčebné péči. Těmto brancům poskytuje se bezplatná léčebná péče v rozsahu a způsobem, které stanoví ministerstvo zdravotnictví v dohodě s ministerstvem národní obrany.
(7) brancům zapsaným k pravidelnému odvodu se vydá průkaz brance. Občané naprosto neschopní k vojenské činné službě podle odstavce 4 osvobozují se od povinnosti dostavit se k odvodu a vydá se jim průkaz o neschopnosti k vojenské činné službě.
§ 62 Vojenské průkazy, odst. 2: „Brancům zapsaným k pravidelnému odvodu vydává se průkaz brance. Vojákům, kteří se překládají do zálohy, vydává se jako doklad o jejich vojenském poměru vojenská knížka. Osobám trvale neschopným k vojenské činné službě vydává se průkaz o neschopnosti k vojenské činné službě.“

## Praxe
V praxi byly kolem roku 2000 nejčastějšími důvody, kvůli kterým čeští branci dostávali modré knížky, již několik let alergie a astma, onemocnění páteře, oční vady nebo vyšší krevní tlak. V jednotlivých okresech či obdobích se podíl branců, kteří dostávali modré knížky, značně lišil, v letech 2000 a 2001 byl podíl branců uznaných neschopných vojenské činné služby v jednotlivých okresech od 11 % (okres Kroměříž) až po 31 % (okres Prostějov i Brno), a zatímco Pardubicko patřilo v odvodech několik let mezi nejúspěšnějí okresy, sousední Královéhradecko naopak patřilo mezi okresy s nejmenším podílem odvedených. Vedení brněnské vojenské správy si rozdíl vysvětlovalo také horším zdravotním stavem lidí, kteří žijí ve velkých městech, což však zkušenosti z jiných měst a lékařské statistiky nepotvrzovaly. Zástupce předsedy přezkumové komise Ústřední vojenské nemocnice Vladimír Koreň uvedl, že většinou šlo o hraniční případy zdravotních potíží, tedy o to, zda jsou potíže už tak velké, že je to na modrou knížku, a konečné posouzení je vždy na konkrétním lékaři. V Brně v roce 2001 počet vydaných modrých knížek snížili oproti předchozímu roku zhruba na polovinu, což náčelník vojenské správy přičítal změně v posuzování lékařů.
Získat modrou knížku se snažili krom prokazatelně nemocných mladých mužů i zdraví, kteří měli například odpor k armádě, chtěli povinnost bojkotovat, chtěli se vyhnout potenciální či pravděpodobné šikaně, měli z výcviku obavu, atd.

## Ohlasy v kultuře
V mnohých dílech filmu a literatury nalezneme na Modrou knížku odkazy. Karel Plíhal měl ve svém repertoáru písničku Modrá knížka, která ironicky pojednává o zoufalství mladého muže, který dostal modrou knížku: „Celej svět je náhle beznadějně šedý, bloudím ulicemi zoufalý a bledý, všude vidím mládež odvedenou, veselou a bodrou a jenom mně dali knížku modrou.“ Text k písničce napsal pro svoji hudební skupinu Plíharmonyje, se kterou působil po svém návratu ze základní vojenské služby (1980). Písnička byla obsažena již na nikdy nevydaném albu Plíharmonyje z roku 1982, v roce 1992 vyšla na Plíhalově albu Takhle nějak to bylo...

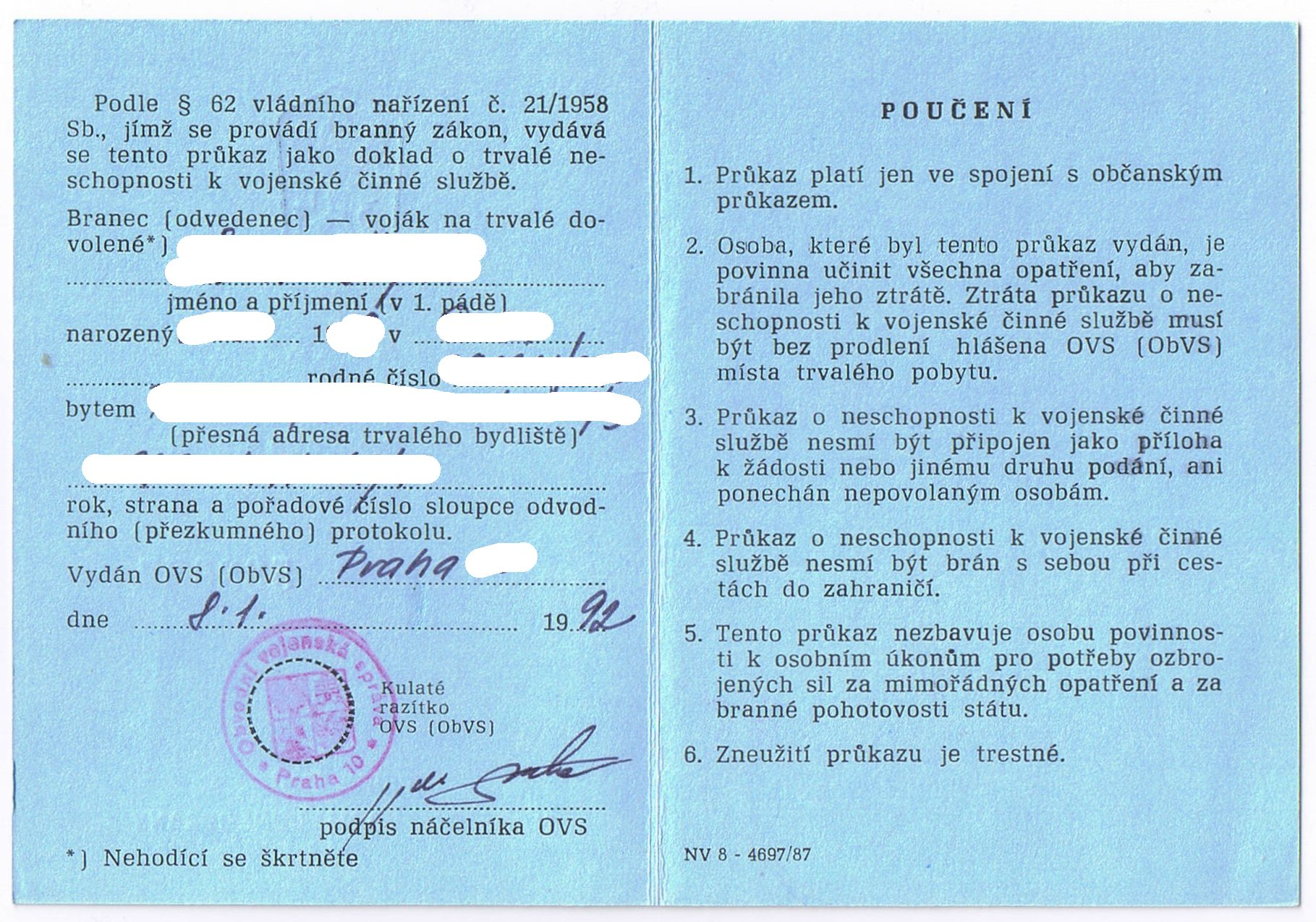
Vnitřní dvojstrana československé modré knížky